# 뷰티풀 걸
"뷰티풀 걸"은 2014년 5월 30일에 발매된 제니스의 세번째 싱글음반이다. 에릭킴의 7번째 작품이다. 이 곡은 버스커버스커의 <벚꽃 엔딩>을 듣고, 후속의 느낌에서부터 착안되어 제니스의 달콤한 아카펠라 러브송으로 만들어졌다. "뷰티풀 걸 반주 버전" 등 두 곡이 수록되었다.

## 수록곡 목록
전체 작사·작곡: 에릭킴
| #            | 제목                                        | 작사·작곡    | 재생 시간 |
| ------------ | ------------------------------------------- | ------------ | --------- |
| 1.           | 〈뷰티풀 걸(Beautiful Girl)[아카펠라]〉     | 에릭킴       | 3분 18초  |
| 2.           | 〈뷰티풀 걸(Beautiful Girl)[Instrumental]〉 | 에릭킴       | 3분 18초  |
| 총 재생 시간 | 총 재생 시간                                | 총 재생 시간 | 6분 36초  |

## 같이 보기
- 제니스
- 아카펠라